# Sergei Ivanov (ciclista)
Sergei Valeryevich Ivanov (em russo:  Серге́й Валерьевич Иванов; nascido em 5 de março de 1975) é um ex-ciclista de estrada profissional russo, que competiu entre 1996 e 2011. Ivanov já foi membro de seis equipes diferentes, competindo para CSKA Lada-Samara, TVM-Farm Frites, Fassa Bortolo, T-Mobile, Astana e Katusha. Neste tempo completou em cinco Grandes Voltas, conquistando seis títulos de campeão. Também venceu a Volta à Polônia em 1998. Reside atualmente em Bekkevoort, Bélgica.